# Tyrannens Fald (film fra 1918)
Tyrannens Fald er en amerikansk stumfilm fra 1918 af Victor Schertzinger.

## Medvirkende
- Charles Ray som Jimmy Duncan
- Katherine MacDonald som Carol Landis
- Charles K. French som T. Elihu Banks
- Otto Hoffman som Tivotson
- Andrew Arbuckle som pastor John Duncan